# Громогласов, Илья Михайлович
Илья́ Миха́йлович Громогла́сов (20 июля [1 августа] 1869, Ермишь — 4 декабря 1937, Калинин) — российский богослов, протоиерей, учёный, специалист в области церковного права и истории старообрядчества.
Канонизирован в лике святых как священномученик Русской православной церкви в 2000 году.

## Детство и образование
Родился 20 июля (1 августа) 1869 года в семье диакона сельской церкви, в селе Ерёмшинский Завод Темниковского уезда Тамбовской губернии.
Окончил Шацкое духовное училище (1883), Тамбовскую духовную семинарию (1889) и Московскую духовную академию со степенью кандидата богословия (1893); его кандидатская работа «Следует ли совершать священнодействие брака над лицами, обращающимися из раскола и жившими до обращения в супружестве (Опыт решения вопроса на догматико-канонической основе)» была удостоена премии митрополита Иосифа. Был оставлен профессорским стипендиатом на кафедре церковного права.
С сентября 1894 года преподавал историю и обличение русского раскола и местных сект в Пензенской духовной семинарии.
С декабря 1894 года исправлял должность доцента Московской духовной академии, одновременно с 1900 по 1910 год преподавал английский язык. В октябре 1908 года защитил магистерскую диссертацию «Определения брака в Кормчей и значение их при исследовании вопроса о форме христианского бракозаключения. Вып. I. Определения брака в 48 главе Кормчей», удостоенную премии митрополита Макария.
Экстраординарный профессор по кафедре истории церковного раскола Московской духовной академии (1909—1911). В 1911 году уволен как принадлежащий «к числу профессоров, примкнувших к так называемому освободительному движению» по инициативе епископа Феодора (Поздеевского), воспрепятствовавшего его переходу на освободившуюся после ухода на пенсию профессора Н. А. Заозерского кафедру церковного права.
В 1909—1912 годах — инспектор классов Мариинского женского училища. В 1912—1916 годах — помощник заведующего Училищным отделением Московской городской управы, заведующего училищным отделением. Преподавал также русскую словесность и всеобщую историю в Московской женской гимназии, которой заведовала его супруга, дочь князя Николая Фёдоровича Дулова, Лидия.
Член обществ: Педагогического, Истории и древностей российских при Московском университете (1904), Русского археологического (член-корреспондент с 1909 г.), Любителей духовного просвещения (товарищ председателя с 1917 г.), Русского библиографического, Археологического при Историческом музее (1911).
В 1914 году окончил экстерном юридический факультет Московского университета с дипломом первой степени, кандидат юридических наук. В 1916 году выдержал устные экзамены по церковному и государственному праву на степень магистра церковного права.
С 1916 года — приват-доцент юридического факультета Московского университета по кафедре церковного права и преподаватель церковного права Высших юридических женских курсов Полторацкой.
В 1917 году, после Февральской революции, был восстановлен в звании профессора Московской духовной академии по кафедре церковного права, оставаясь в то же время профессором Московского университета (до 1921 года, когда был уволен из-за идеологических разногласий с советской властью) и преподавателем школы второй ступени. В 1920 году был избран штатным профессором академии, которая к тому времени функционировала уже неофициально.
Летом 1917 года как эксперт по сектантским вопросам Чрезвычайной комиссии Временного правительства дал отрицательный отзыв на предъявленное Г. Распутину обвинение в «хлыстовстве».
В 1917 году делегат Московского епархиального съезда, член Совета при управляющем Московской епархией, председатель секции Церковного управления Всероссийского съезда духовенства и мирян.

## Член Поместного собора
С мая 1917 года работал во II, III, V и VIII отделах Предсоборного совета.
Член Поместного Собора 1917—1918 годов, участвовал во всех трёх сессиях, заместитель председателя III, член II, V, VI, VIII, X, XII отделов. Избран членом Высшего церковного совета от мирян. Был активным сторонником движения за участие мирян в делах Церкви и за проведение соборного принципа в её управлении. Первоначально выступал за синодальное управление Церковью, против восстановления Патриаршества.
При обсуждении воззвания Патриарха Тихона от 19 января 1918 года, в котором анафематствовались «безумцы» (под которыми понимались большевики), поддержал этот документ, заявив: «Настал момент нашего самоопределения; каждый должен пред лицом своей совести и Церкви решить сам за себя, сказать, кто он — христианин или нет, остался ли он верен Церкви или изменил Христу, верен он знамени Церкви или бросил его, топчет ногами и идёт за теми, кто попирает наши святыни». Высказался против разрешения второго брака для духовенства, отстаивал незыблемость церковных канонов.

## Священник
В 1921 году уволен из Московского университета из-за идеологических разногласий с советской властью.
18 февраля 1922 года был рукоположён Патриархом Тихоном в сан диакона ко храму священномученика Антипы в Москве, а 20 февраля — в сан священника того же храма.
22 марта 1922 года был арестован. На процессе по изъятию церковных ценностей приговорён к полутора годам заключения, которые затем заменили годом ссылки. Однако был оставлен в Москве — содержался в Бутырской тюрьме, Сокольническом исправительном доме и во внутренней тюрьме ГПУ. После освобождения 1 августа 1923 года был временно назначен настоятелем храма Воскресения Христова в Кадашах, а 30 сентября прихожане избрали его на эту должность.
Был вновь арестован 8 марта 1924 года и приговорён коллегией ОГПУ к трём годам ссылки на Урал; исполнение приговора было отсрочено.
19 мая 1925 году арестован в третий раз и выслан на три года в село Сургут Тобольского округа. По окончании ссылки ему было запрещено проживать в Москве и в ряде других крупных городов. Поселился в Твери, где служил в храме иконы Божией Матери «Неопалимая Купина».
Был почитателем Патриарха Тихона. После его кончины в апреле 1925 года был одним из первых, кто предсказал его канонизацию: «Мы верим и знаем, что он, как непостыдный делатель Церкви, будет стоять пред престолом Всевышнего и ходатайствовать воздыханиями неизглаголанными о Церкви Русской, ангелом которой он был среди нас. И мы верим, что Господь смилуется над Русской Православной Церковью по молитвам Святейшего отца нашего Патриарха Тихона».

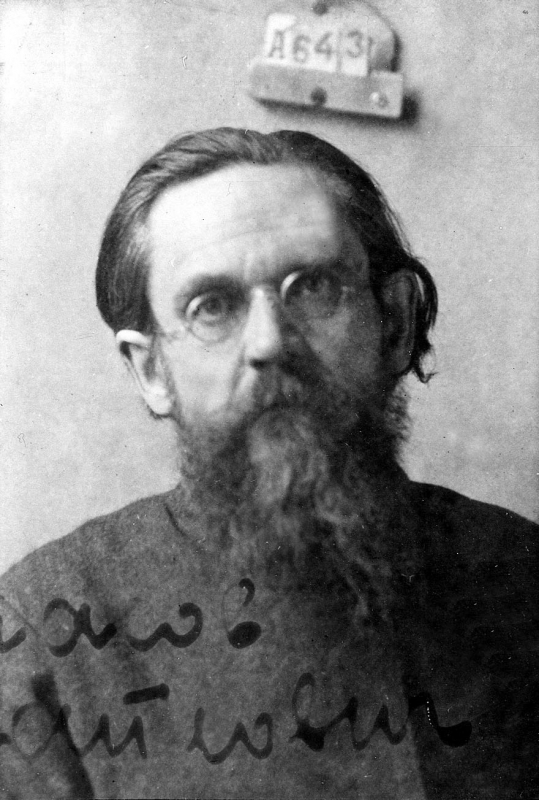
Фото из следственного дела. 1925 год

## Арест и мученическая кончина
В ночь со 2 на 3 ноября 1937 года был арестован в четвёртый раз. Обвинён в участии в «контрреволюционной фашистско-монархической организации», якобы возглавлявшейся архиепископом Фаддеем (Успенским). Виновным себя не признал, все обвинения отверг, никаких имён «сообщников» не назвал; 2 декабря 1937 года тройка НКВД приговорила его к расстрелу. Приговор был приведён в исполнение через два дня. Погребён в общей могиле на Волынском кладбище Твери.
Канонизирован 19 сентября 1999 года как местночтимый святой Тверской епархии. Причислен к лику святых Новомучеников и Исповедников Российских на Архиерейском соборе Русской православной церкви в августе 2000 года для общецерковного почитания.

## Сочинения
- Речь во время отпевания В. Д. Кудрявцева-Платонова // Богословский вестник. 1892. № 1.
- Наименование Иисуса Христа Сыном человеческим // Чтения в Обществе любителей духовного просвещения. 1894. № 2–3.
- К вопросу о раскольнической Белокриницкой иерархии с канонической точки зрения // БВ. 1895. № 10.
- О сущности и причинах русского раскола так называемого старообрядства: Пробная лекция // Богословский вестник. 1895. Т. 2.
- Кое-что о современном расколе и сектантстве и о борьбе с ними // Богословский вестник. 1897. № 1–2.
- Русский раскол и вселенское православие // Богословский вестник. 1898. № 4–5.
- Третий Всероссийский миссионерский съезд. (Факты и впечатления). — Сергиев Посад, 1898.
- Памяти Алексея Степановича Павлова. М., 1898.
- Профессор А. С. Павлов // Археологические известия и заметки. 1899. Т. 7. № 1/2.
- Несколько слов об издании лекций по церковному праву профессора А. С. Павлова // Богословский вестник. 1899. № 10.
- К вопросу о прекращении брака по добровольному согласию супругов ради принятия ими монашества // Богословский вестник. 1900. № 6.
- Обзор русских журналов. Статьи по расколо- и сектоведению за 1900 и 1902 гг. // Богословский вестник. 1901. № 2, 4; 1902. № 7/8; 1903. № 6.
- О вторых и третьих браках в Православной Церкви: Историко-канонический очерк // Богословский вестник. 1902. Т. 3.
- Культурный разлад и религиозное разномыслие // Миссионерский сборник. 1903. № 2–3.
- Новая апология раскольнического австрийского священства // Православный путеводитель. 1903. Кн. 1, 2, 5, 6.
- Саморазделившееся царство. (Очерк внутреннего саморазложения старообрядческого раскола-поповщины). — М., 1904.
- К 300-летию рождения свт. Патриарха Никона // Душеполезное чтение. 1905. Т. 2. № 5.
- Новая попытка решить старый вопрос о происхождении «Стоглава». Рязань, 1905.
- Первый биограф свт. Патриарха Никона (Иоанн Корнилиевич Шушерин).
- Чудо Воскресения Иисуса Христа из мертвых // Душеполезное чтение. 1905. № 3, 6–7.
- Новые книги о русском расколе; Некролог: Профессор Николай Иванович Субботин» († 30 мая 1905 г.). // Богословский вестник. 1905. № 6–8.
- Бастилия духа; О предполагаемом издании Св. Синодом церковных правил с толкованиями; Ответ г. Боголюбову // Богословский вестник. 1906. № 3, 5, 11.
- Наше общественно-политическое обновление и современные задачи Церкви; До каких же пор? (Об отношении Церкви к амнистии) // Московский еженедельник. 1906. № 5, 10.
- Канонические определения брака и значение их при исследовании вопроса о форме христианского бракозаключения. // Богословский вестник. 1907. Т. 1, 2, 3.
- Определения брака в Кормчей и значение их при исследовании вопроса о форме христианского бракозаключения. (Магистерская диссертация).
- Иоанн Шушерин; Иоасаф II; Иудействующие; Иудействующие сектанты в России; Кабанов; Кадушечники; Калиновцы; Кашменский С. Н.; Квасники; Кельсиев В. И.; Керженец; Кладбища раскольнические // Православная богословская энциклопедия. Т. 7–9, 11.
- Освободительное движение и Православная Церковь // Перед Церковным Собором. М., 1906. С. 18–28.
- Странный придаток к веротерпимости; «Быть или не быть?» (К вопросу о созыве Собора)// Голос Москвы. 1906. № 200, 222.
- Новое исследование о Московском митрополите Платоне. М., 1907.
- Тираспольское дело. Сергиев Посад, 1908.
- Определения брака в Кормчей и значение их при исследовании вопроса о форме христианского бракозаключения // Сергиев Посад, 1908.
- Журналы заседаний Совета МДА за 1909 г. Сергиев Посад, 1910. С. 479–488.
- Московские трезвенники // Сб. речей о трезвенническом движении. М., 1913. С. 10–25.
- Канонизация; Каноник; Каноническое право; Канон; Консистория; Кормчая книга // Гранат. 1914. Т. 23; 1916. Т. 25.
- О найденных в собрании графа А. С. Уварова двух старообрядческих портретах // Слово Церкви. 1916. № 19.
- [Стихи] // Поэзия узников ГУЛАГа. Антология. М., 2005.
- Письма Н. Н. Глубоковскому // Вестник церковной истории. 2007. № 1 (5). С. 40–46.